# 小千谷バイパス
小千谷バイパス（おぢやバイパス）は、新潟県小千谷市薭生から同長岡市十日町に至る、延長11.0 kmの国道17号（重複：国道351号・国道403号）のバイパス道路。

## 概要

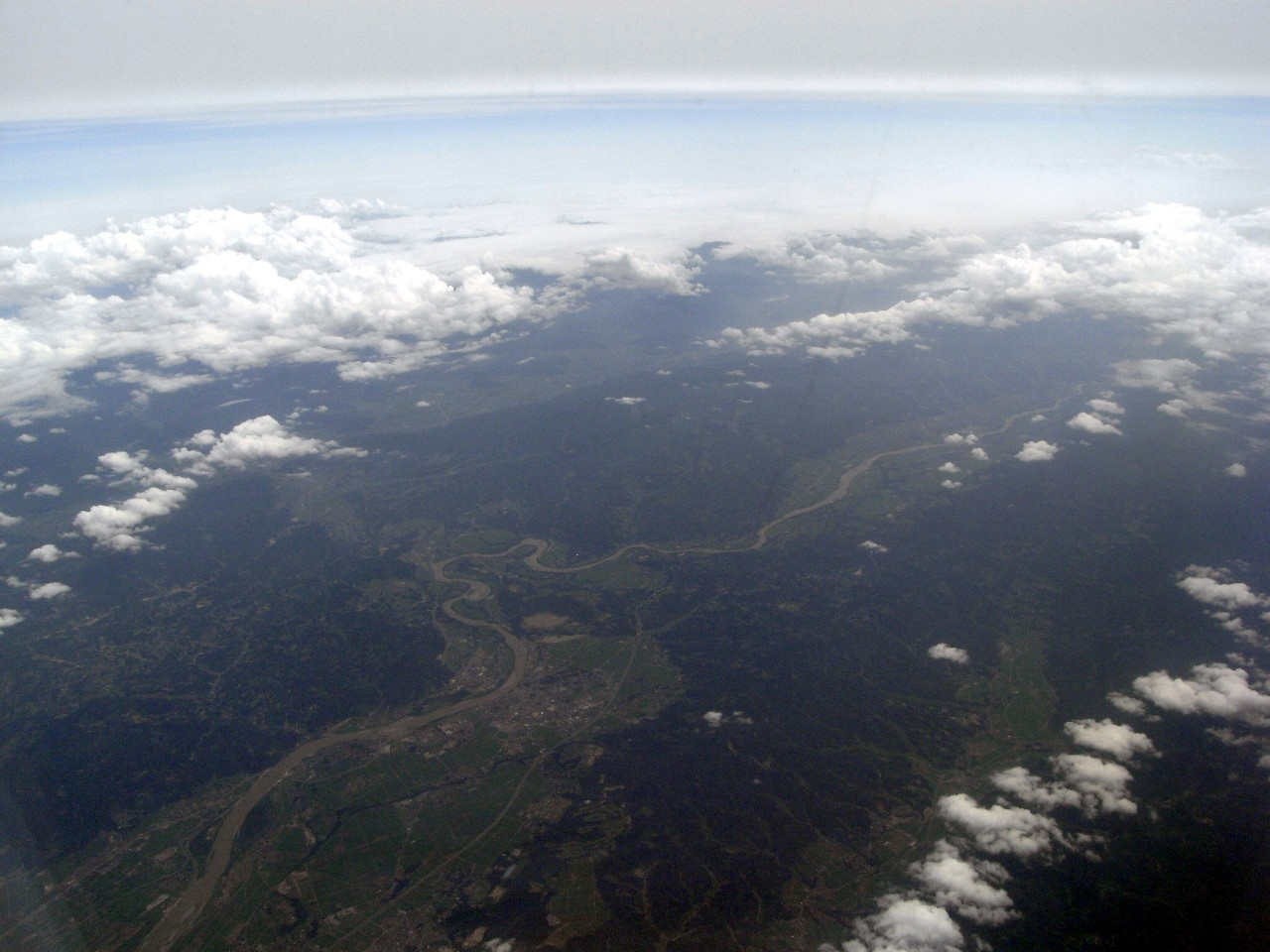
小千谷市付近を蛇行する信濃川の右岸（画像で信濃川の左側）の山裾を通る国道17号。この国道17号の小千谷市街地通過部分が小千谷バイパス

小千谷市内を南東から北へ縦貫し、長岡市に至るバイパス道路である。実質的なバイパス区間は、小千谷市薭生から長岡市妙見町の7.0 km間で、妙見町以北の区間は交通量の増加に伴う現道拡幅工事が行われた区間である。実質的なバイパス区間は全線暫定2車線で供用されているが、当初の計画では4車線である。また、妙見町以北は完成4車線となっている。薭生IC以南は小千谷市街東部の山地をトンネルで貫き、以北は山地が信濃川に落ち込んだ険しい地形のところを通っていた旧区間（現在の新潟県道589号小千谷長岡線）の多降雨時通行不能区間を迂回して、長大橋梁2本（小千谷大橋と越の大橋）を通って信濃川対岸に大きく迂回する経路をとる。薭生ICが接続する県道と立体交差方式となっているほか、木津ICが沿道の道の駅と立体交差で接続されている。小千谷市街西部の国道117号西小千谷バイパス、南部の国道351号旭町バイパス等と併せて小千谷市の外環状道路を形成する。北部の区間は信濃川西部の国道351号が重複しており、そのバイパス機能を兼ねている。小千谷バイパスの北は、長岡東バイパスと接続しており、その先の見附バイパスも含め一体となって機能している。

### 路線データ
- 起点：新潟県小千谷市薭生（木津交差点）
- 終点：新潟県長岡市十日町（十日町IC）
- 全長：11.0 km

## 歴史
- 1976年度（昭和51年度） - 事業化[1]
- 1979年度（昭和54年度） - 用地着手[1]
- 1980年（昭和55年） - 工事着工[1]
- 1983年（昭和58年）7月27日 - 小千谷大橋開通[注釈 1][2]。
- 1986年（昭和61年）10月31日 - 一部開通[3]（木津交差点 - 三仏生交差点（小千谷大橋西詰）間）
- 1993年（平成5年）11月17日 - 越の大橋開通[4][5]（高梨交差点 - 妙見堰交差点間）
- 1998年（平成10年）11月24日 - 全線開通[6]

### 中越地震に伴う措置
2004年（平成16年）10月23日の新潟県中越地震により、旧道の新潟県道589号小千谷長岡線が大規模崩壊により通行止めとなった。このため、旧道を利用していた車が小千谷バイパスに転換し、交通渋滞が発生したために越の大橋右端の下り線で直進車線を増設するなどの対策が取られた。尚、県道589号線は2007年（平成19年）3月24日に開通している。

## 路線状況

### 主要構造物

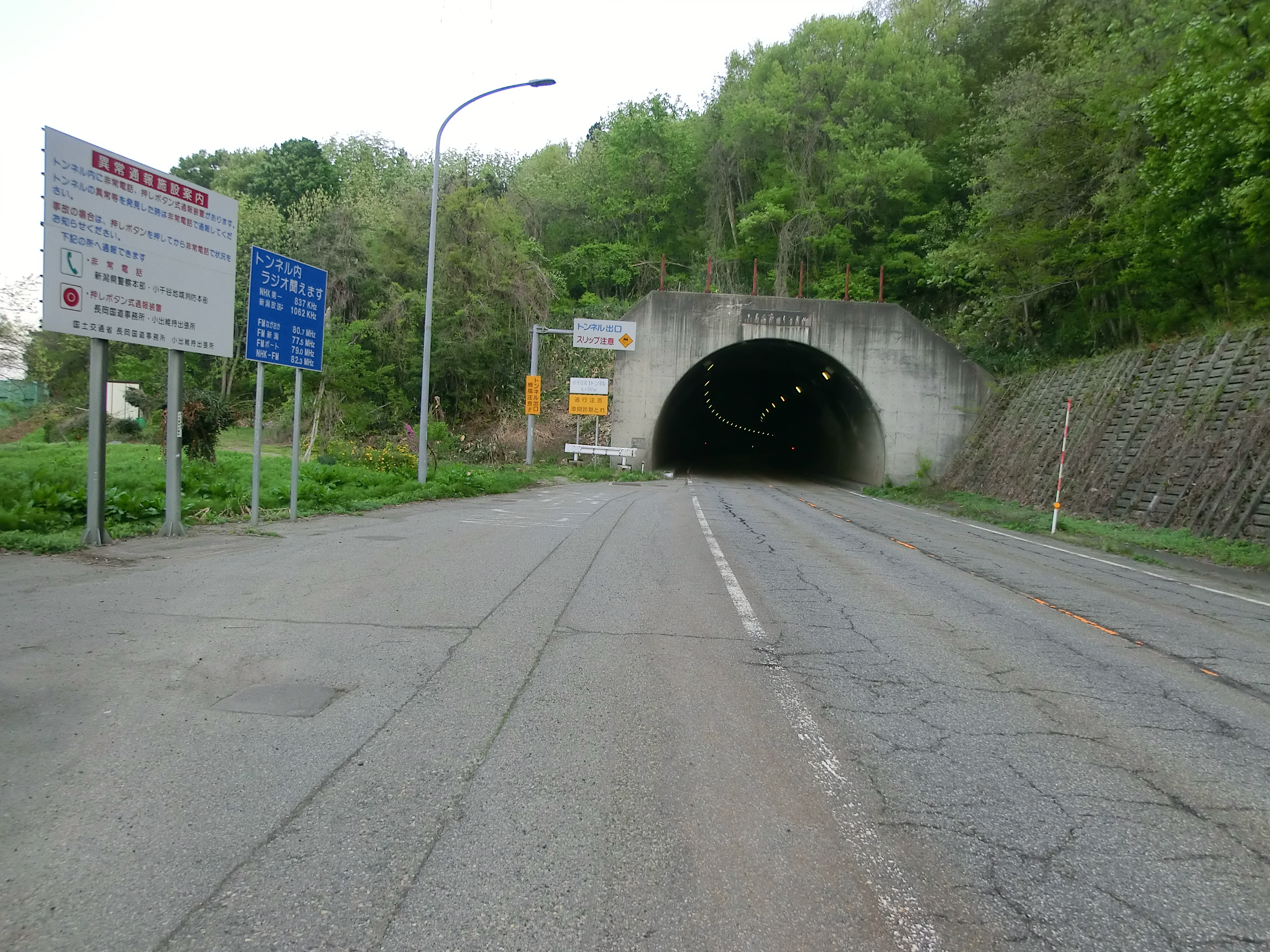
小千谷第一トンネル入口

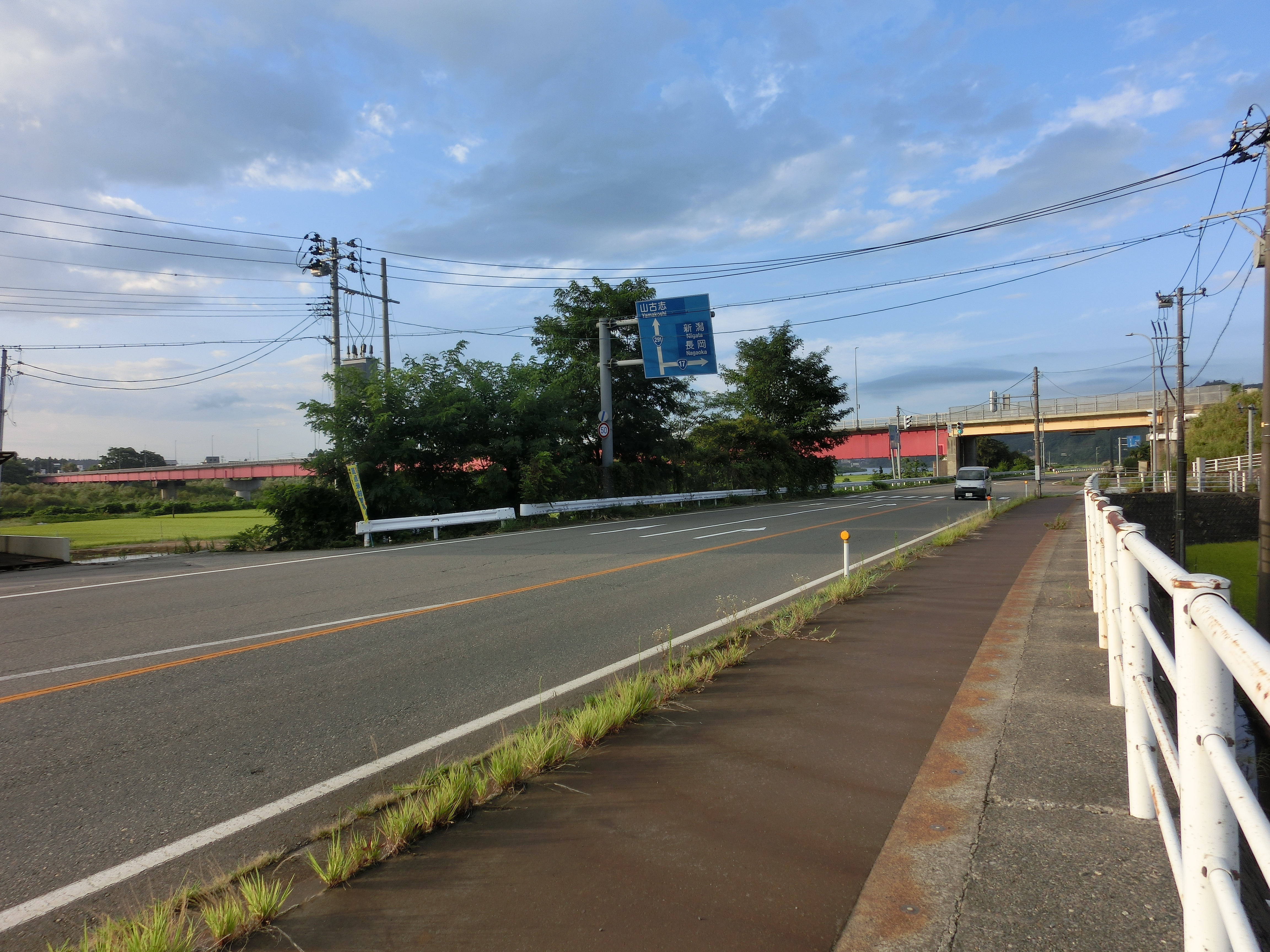
小千谷大橋及び薭生I.C.南西側の信号交差点

- 小千谷第一トンネル - 382 m（小千谷市）
- 河内沢橋（小千谷市）
- 小千谷第二トンネル - 1,088 m（小千谷市）
- 小千谷高架橋（上越線、小千谷市）
- 小千谷大橋（信濃川、小千谷市）
- 越の大橋（信濃川、小千谷市・長岡市）

### 道の駅
- 道の駅ちぢみの里おぢや（木津ICを介して隣接）

## 旧道

### 国道17号
- 小千谷市薭生（木津交差点） - 同市旭町（旭町交差点） - 国道351号
- 小千谷市旭町（木津旭町交差点） - 同市東栄一丁目（小千谷駅前交差点） - 小千谷市道[注釈 2]
- 小千谷市東栄一丁目（小千谷駅前交差点） - 同市大字横渡（横渡交差点） - 国道291号
- 小千谷市大字横渡（横渡交差点） - 長岡市妙見町（妙見堰交差点） - 新潟県道589号小千谷長岡線

### 国道351号、国道403号
- 小千谷市高梨町（高梨交差点） - 同市大字三仏生（三仏生1区交差点） - 新潟県道211号三仏生片貝線
- 小千谷市大字三仏生（三仏生1区交差点） - 小千谷市大字千谷（千谷交差点） - 小千谷市道

## 地理

### 通過する自治体
- 新潟県
  - 小千谷市 - 長岡市

### インターチェンジ・交差点など

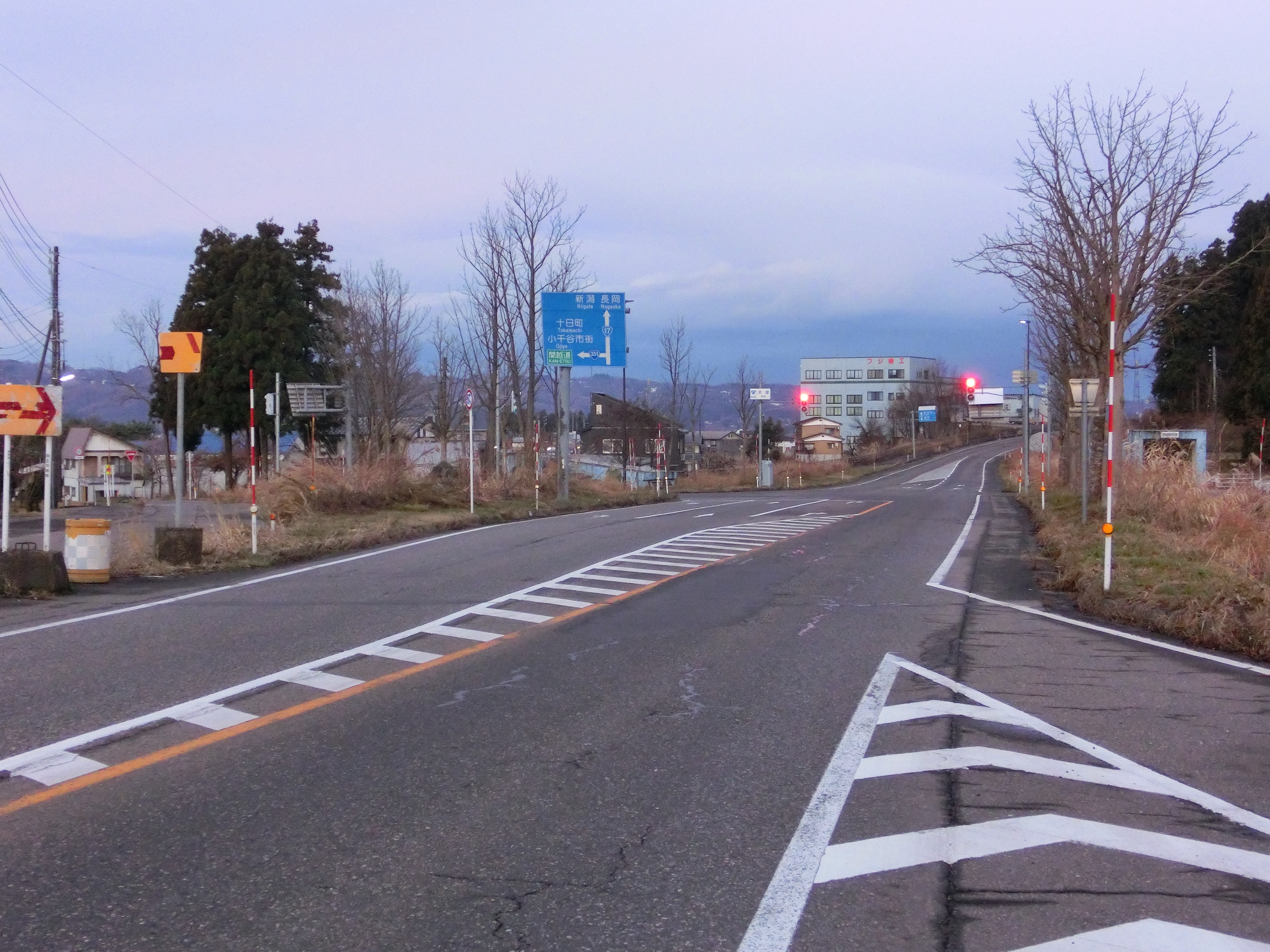
木津交差点

- 上側が東京側、下側が新潟側。左側が西側、右側が東側。
- 路線名の特記がないものは市道。
- （間）は他の道路を介して接続している間接接続

| 施設名                                | 接続路線名                                                            | 接続路線名                                                            | 東京から (km) | 所在地   |
| ------------------------------------- | --------------------------------------------------------------------- | --------------------------------------------------------------------- | ------------- | -------- |
| 国道17号 東京・魚沼方面               |                                                                       |                                                                       |               |          |
| 木津交差点                            | 国道351号                                                             | -                                                                     |               | 小千谷市 |
| 薭生IC                                | 国道291号                                                             |                                                                       |               | 小千谷市 |
| 三仏生交差点                          | 国道117号                                                             | 新潟県道211号三仏生片貝線                                             |               | 小千谷市 |
| 交差点                                | 新潟県道547号坪野三仏生線                                             |                                                                       |               | 小千谷市 |
| 高梨交差点                            | 国道351号（重複：国道403号）                                          | 新潟県道211号三仏生片貝線                                             |               | 小千谷市 |
| 妙見堰交差点                          | -                                                                     | 新潟県道589号小千谷長岡線（旧道）                                     |               | 長岡市   |
| 中潟交差点                            | 新潟県道499号山田中潟線                                               |                                                                       |               | 長岡市   |
| 上滝谷交差点                          |                                                                       | 新潟県道370号滝谷三和線                                               |               | 長岡市   |
| 十日町IC                              | 新潟県道498号長岡中之島見附線 （ハーフIC:東京・上越方面のみの流入出） | 新潟県道498号長岡中之島見附線 （ハーフIC:東京・上越方面のみの流入出） |               | 長岡市   |
| 国道17号長岡東バイパス 三条・新潟方面 |                                                                       |                                                                       |               |          |

## 接続するバイパスの位置関係

### 国道17号
（前橋・高崎・東京方面）和南津トンネル - 現道 - 小千谷バイパス - 長岡東バイパス（三条・新潟方面）

### 国道351号
（栃尾方面）長岡バイパス - 現道 - 小千谷バイパス - 現道 - 西小千谷バイパス（小千谷方面）

### 国道403号
（新潟方面）三条北バイパス - 現道 - 小千谷バイパス - 現道 - 西小千谷バイパス（松本方面）